# Ludwig Fellermaier
Ludwig Fellermaier (né le 2 juillet 1930 à Vienne et mort le 11 mars 1996 à Ravensbourg) était un homme politique allemand social-démocrate (SPD).

## Biographie
Après avoir fréquenté l'école primaire et secondaire, Fellermaier a terminé un apprentissage dans le commerce de gros et a travaillé de 1949 à 1953 comme rédacteur pour la Schwäbische Donau Zeitung à Ulm. Il s'est ensuite reconverti dans l'industrie automobile, travaillant dans un premier temps comme vendeur de voitures et plus tard comme responsable de la publicité. Il a également été vice-président de la Société d'Europe du Sud-Est.
Fellermaier a rejoint le SPD en 1947, a rejoint les Jeunes Socialistes et est devenu vice-président des Jeunes Socialistes dans le sud de la Bavière. Il a également été président du sous-district SPD du sud de la Souabe et membre du comité de l'Association bavaroise des sociaux-démocrates.
Fellermaier a été membre du conseil de la ville de Neu-Ulm de 1960 à 1966. Il a été membre du Bundestag allemand de 1965 à 1980. Il a toujours été élu au parlement sur la liste sociale-démocrate en Bavière. De 1968 à 1989, il a été membre du Parlement européen. Il y a été de 1975 à juillet 1979 président du groupe parlementaire social-démocrate-socialiste.